# 埃弗爾普萊斯 (加利福尼亞州)
埃弗里普萊斯（英語：Avery Place）是位於美國加利福尼亞州拉森縣的一個非建制地區。該地的面積和人口皆未知。

## 地理
埃弗里普萊斯的座標為40°10′55″N 121°46′50″W / 40.18194°N 121.78056°W，而該地的平均海拔高度為1035米（即3396英尺）。